# 真宗寺 (飯山市)
真宗寺（しんしゅうじ）は長野県飯山市にある浄土真宗本願寺派の寺院。

## 歴史

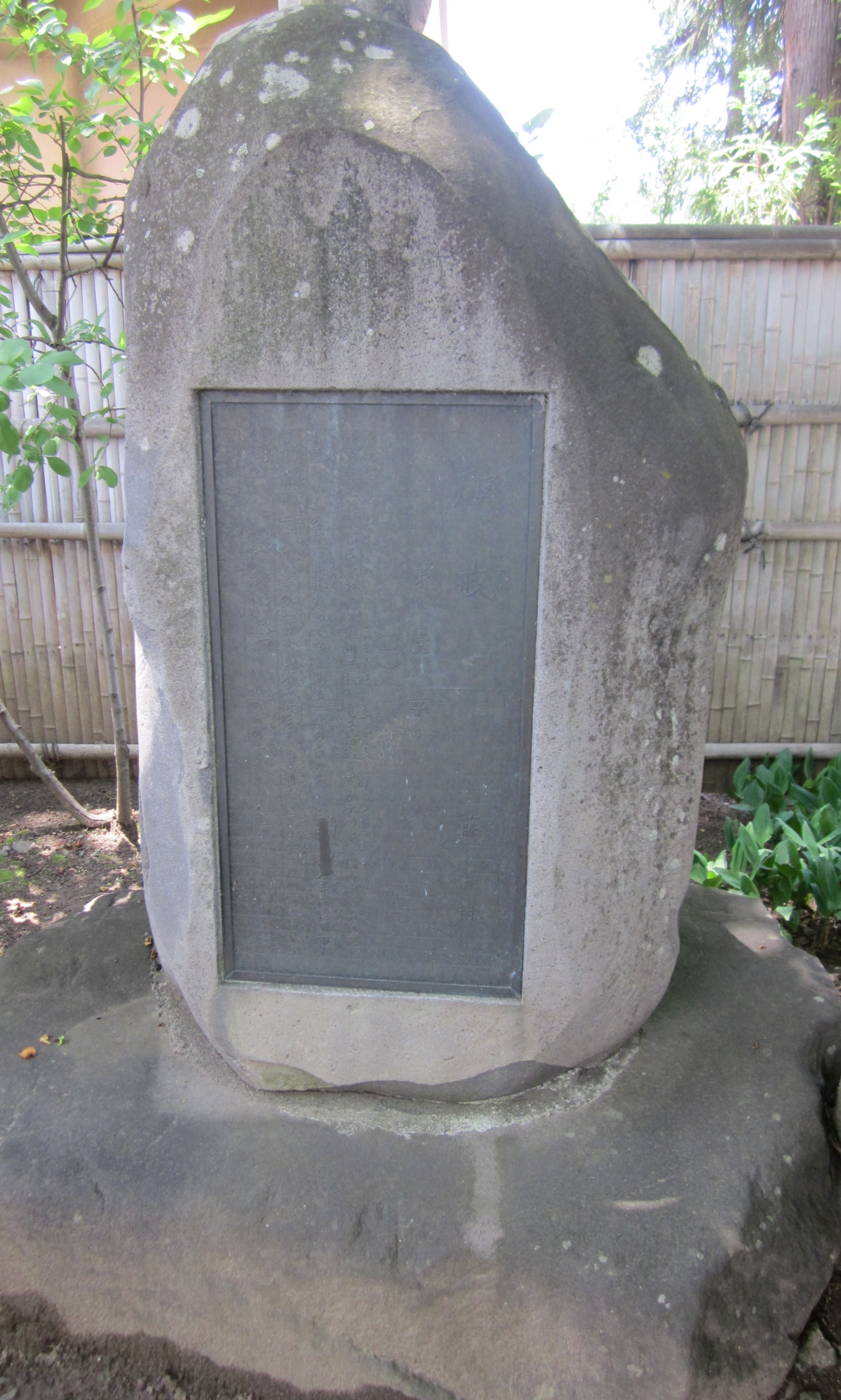
『破戒』の文学碑

開基者の教念（井上九郎盛長）が承久2年（1220年）親鸞に入門、文永9年（1272年）信濃国高井郡笠原に堂宇を創建し、慶長9年（1604年）飯山城下の現在地に移転。戊辰戦争における飯山戦争では衝鋒隊の本陣となった。昭和27年（1952年）の飯山大火の際には経堂を残して山門や本堂等が全焼した。
島崎藤村の『破戒』に「蓮華寺」として登場し、境内には藤村の文学碑がある。

## 伽藍・境内
- 本堂
- 庫裏
- 経堂（六角堂）

## 交通アクセス
- JR北陸新幹線飯山駅から徒歩5分
- 上信越自動車道豊田飯山ICから車で10分

## 所在地
飯山市南町22番地17